# Gyrophyllum hirondellei
Gyrophyllum hirondellei är en korallart som beskrevs av Studer 1891. Gyrophyllum hirondellei ingår i släktet Gyrophyllum och familjen Pennatulidae. Inga underarter finns listade i Catalogue of Life.